# McLaren 600LT

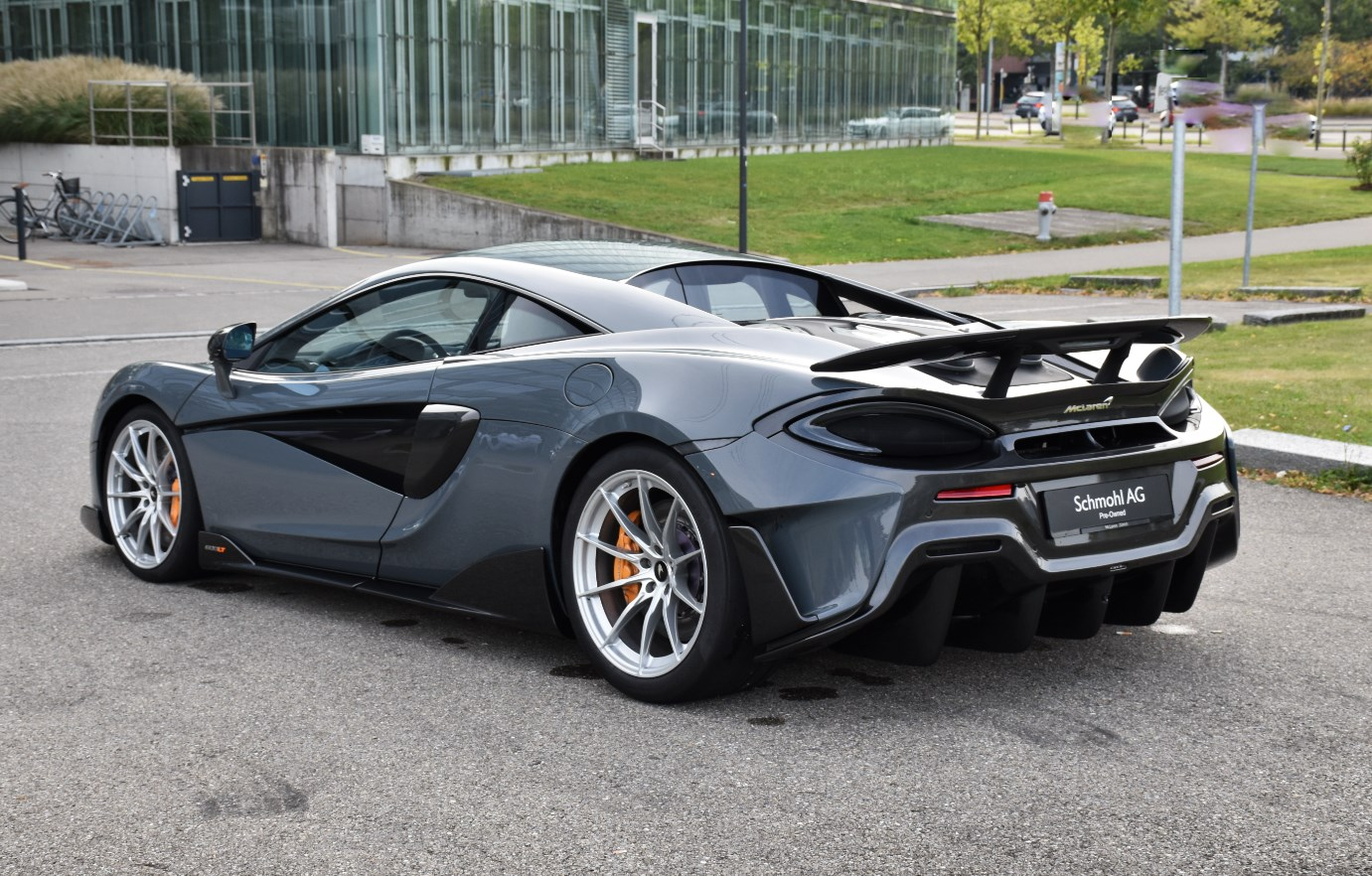
Heckansicht

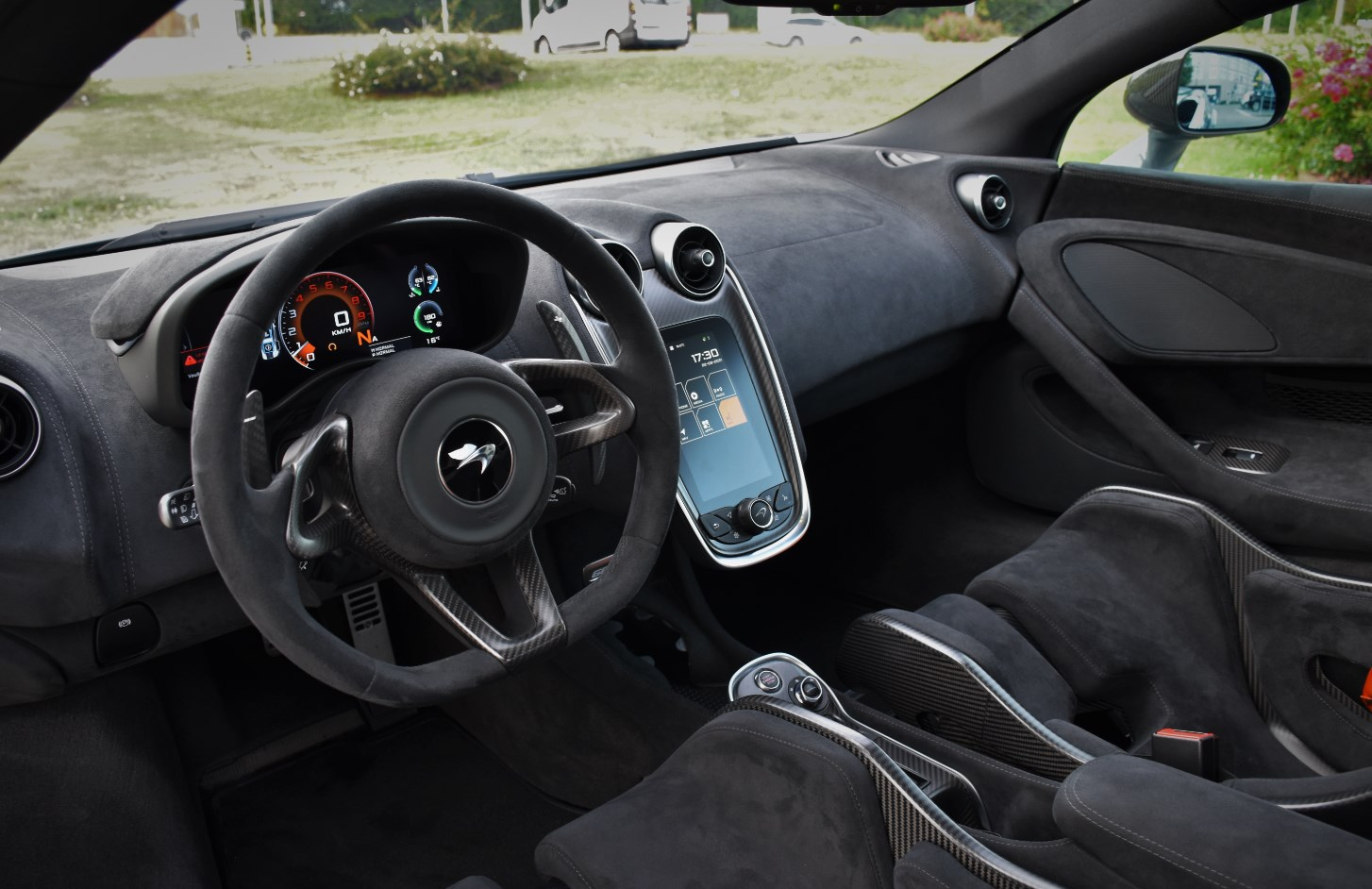
Innenraum mit „Senna“-Sitzen

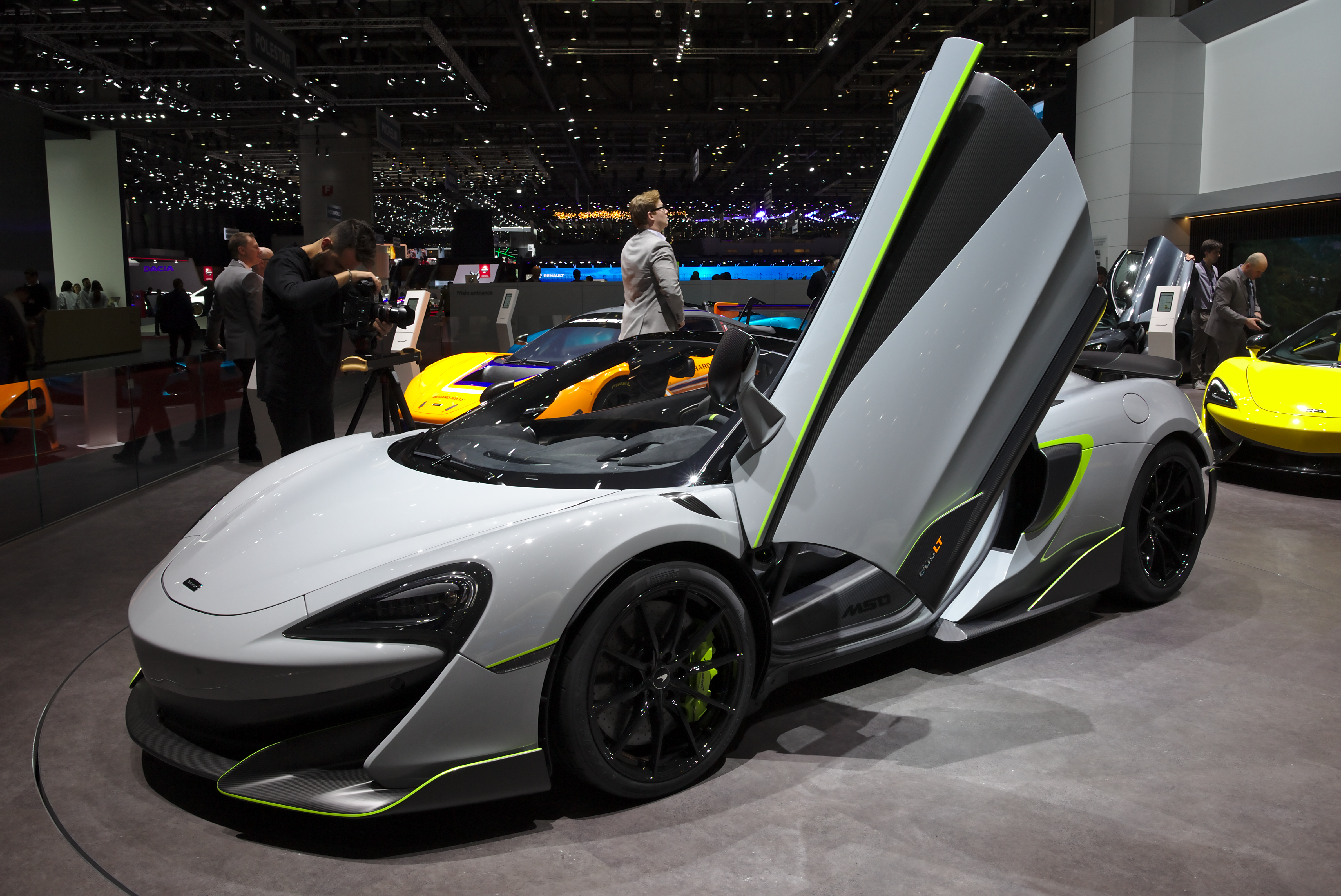
McLaren 600LT Spider MSO auf dem Genfer Auto-Salon 2019

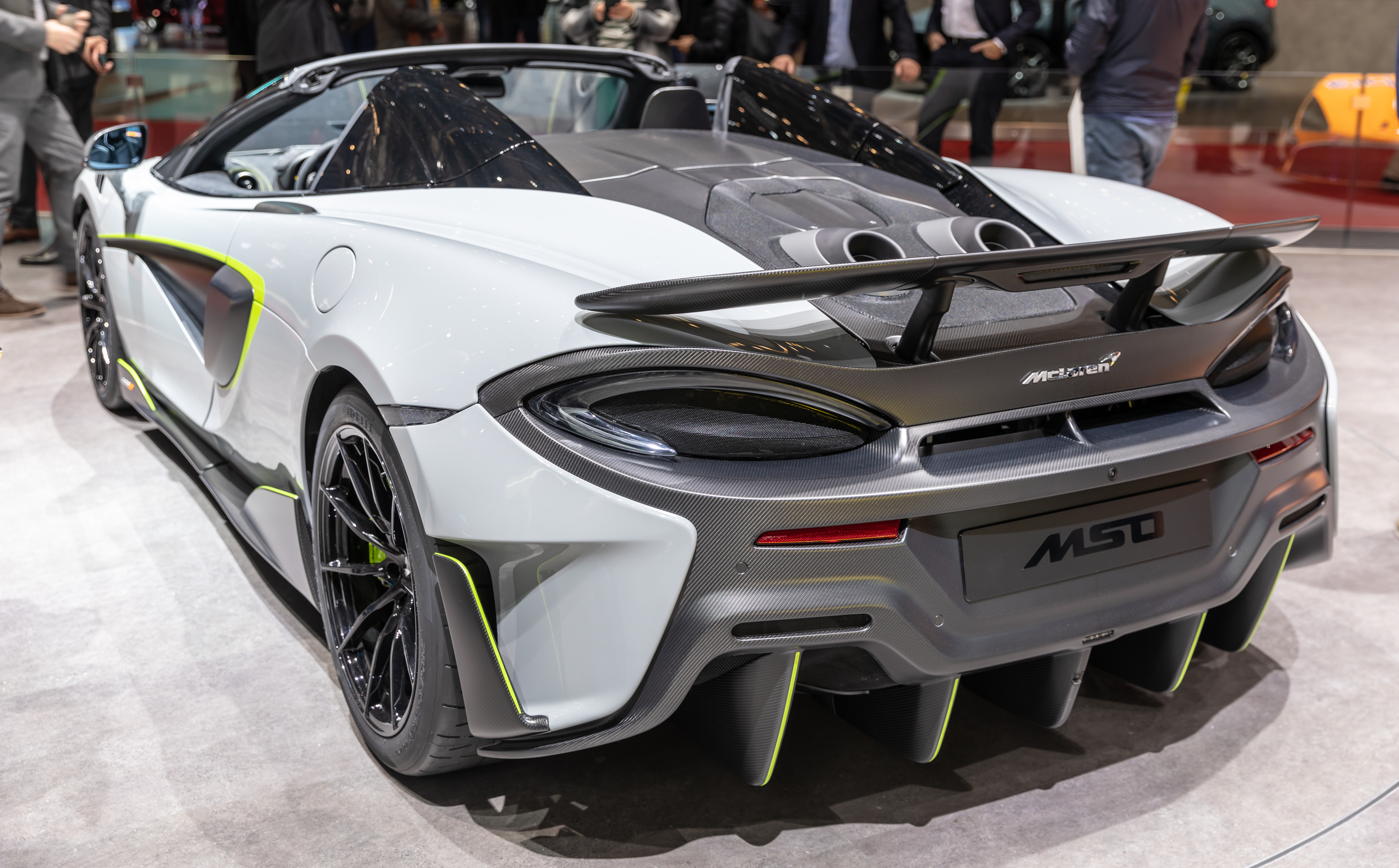
Heckansicht

Der McLaren 600LT ist ein Sportwagen von McLaren.

## Geschichte
Das Fahrzeug basiert auf dem McLaren 570S und wurde im Rahmen des Goodwood Festival of Speed im Juli 2018 vorgestellt. Ab Oktober 2018 wurden die ersten Serienfahrzeuge gebaut. Der Namenszusatz „LT“ ist eine Anspielung auf die F1 GTR „Longtail“ genannte Rennversion des McLaren F1. Auch der 675LT (Bauzeit: 2015–2017) und der 765LT (Bauzeit: 2020–2023) erhielten diesen Zusatz.
Die offene Spider-Variante wurde im Januar 2019 vorgestellt.

## Technik
Im Vergleich zum 570S wurde das Gewicht auf 1356 kg gesenkt und die Leistung um 22 kW (30 PS) auf 441 kW (600 PS) gesteigert; außerdem verfügt der 600LT über eine optimierte Aerodynamik (rund 100 kg mehr Anpressdruck bei 250 km/h als der 570S) und ein stark überarbeitetes Fahrwerk. 100 km/h werden aus dem Stand nach 2,9 Sekunden erreicht, die Höchstgeschwindigkeit gibt McLaren mit 328 km/h an.
Der Spider wiegt 1404 kg. Antriebsseitig änderte sich gegenüber dem Coupé nichts, lediglich die Höchstgeschwindigkeit ist mit 324 km/h etwas geringer.

## Technische Daten
|                                             | 600LT                                              | 600LT Spider                                       |
| Bauzeitraum                                 | 10/2018–02/2021                                    | 03/2019–02/2021                                    |
| Motorkenndaten                              |                                                    |                                                    |
| Motortyp                                    | V8-Ottomotor                                       | V8-Ottomotor                                       |
| Motoraufladung                              | Biturbo                                            | Biturbo                                            |
| Einbaulage                                  | Hinten mittig längs                                | Hinten mittig längs                                |
| Hubraum                                     | 3799 cm³                                           | 3799 cm³                                           |
| max. Leistung bei min−1                     | 441 kW (600 PS) / 7500                             | 441 kW (600 PS) / 7500                             |
| max. Drehmoment bei min−1                   | 620 Nm / 5500–6500                                 | 620 Nm / 5500–6500                                 |
| Kraftübertragung                            |                                                    |                                                    |
| Antrieb                                     | Hinterradantrieb                                   | Hinterradantrieb                                   |
| Getriebe                                    | 7-Gang-Doppelkupplungsgetriebe                     | 7-Gang-Doppelkupplungsgetriebe                     |
| Spurweite vorne/hinten                      | 1673 mm / 1618 mm                                  | 1673 mm / 1618 mm                                  |
| Radstand                                    | 2670 mm                                            | 2670 mm                                            |
| Felgen vorne/hinten                         | 8 J × 19 ET 32,5 / 11 J × 20 ET 24,25              | 8 J × 19 ET 32,5 / 11 J × 20 ET 24,25              |
| Reifen vorne/hinten                         | 225/35 ZR19 / 285/35 ZR20                          | 225/35 ZR19 / 285/35 ZR20                          |
| Reifentyp                                   | Pirelli P Zero (MC) / Pirelli P Zero Trofeo R (MC) | Pirelli P Zero (MC) / Pirelli P Zero Trofeo R (MC) |
| Messwerte                                   |                                                    |                                                    |
| Höchstgeschwindigkeit                       | 328 km/h                                           | 324 km/h                                           |
| Beschleunigung, 0–100 km/h                  | 2,9 s                                              | 2,9 s                                              |
| Beschleunigung, 0–200 km/h                  | 8,2 s                                              | 8,4 s                                              |
| Leergewicht                                 | 1356 kg                                            | 1404 kg                                            |
| Kraftstoffverbrauch auf 100 km (kombiniert) | 11,7 l Super Plus                                  | 11,7 l Super Plus                                  |
| CO2-Emissionen (kombiniert)                 | 266 g/km                                           | 266 g/km                                           |
| Abgasnorm                                   | Euro 6                                             | Euro 6                                             |

## Zulassungszahlen
In der Schweiz und Liechtenstein wurden insgesamt 21 McLaren 600LT Coupé neu zugelassen, zudem 14 McLaren 600LT Spider.